# Exometoeca
Exometoeca es un género monotípico de lepidópteros ditrisios de la subfamilia Pyrginae  dentro de la familia Hesperiidae. Su única especie es: Exometoeca nycteris, se encuentra en Australia. 